# 镰裂刺蕨
镰裂刺蕨（学名：Egenolfia tonkinensis）为实蕨科刺蕨属下的一个种。种加名 tonkinensis 意为越南“东京的”。